# Estádio Henningsvær

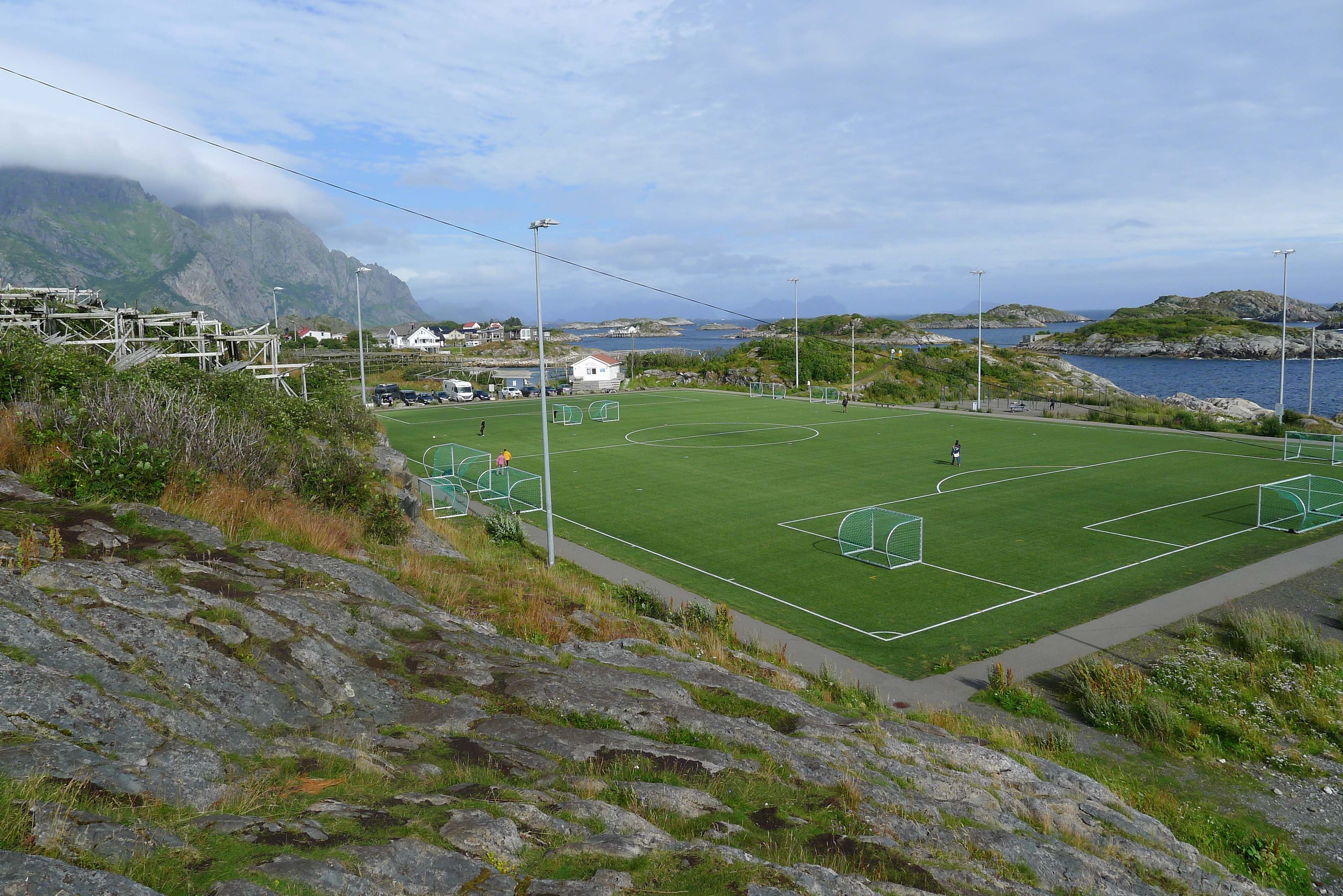
Estádio Henningsvær

Estádio Henningsvær é um estádio de futebol situado na vila de Henningsvær, na Noruega.

## História
Com capacidade para aproximadamente quinhentos espectadores, o estádio é destinado exclusivamente ao futebol amador. O local e sua sede social são vistos como um "ponto de encontro" para os moradores de Henningsvær, onde as crianças da região praticam e se divertem com o esporte.
O estádio chamou a atenção da imprensa internacional por causa da paisagem deslumbrante que o cerca, composta por montanhas, ilhas e o mar. Por isso, o estádio se tornou um atrativo turístico. Equipes estrangeiras, inclusive dos Estados Unidos, já disputaram partidas no local.